# Electrogravedad
Electrogravedad se denomina un tipo no convencional de efecto o propulsión antigravitatoria creada por el efecto de un campo eléctrico sobre la masa. El término fue acuñado en 1920 por el descubridor del fenómeno, Thomas Townsend Brown. En los años 1950, Brown fue contratado por distintas empresas aeroespaciales que querían desarrollar este sistema, sin resultados a la vista, pues todas las investigaciones por parte del estado de Estados Unidos y de distintas empresas privadas fueron guardadas como confidenciales. La electrogravedad es también popular entre los teóricos de la conspiración, que afirman que es capaz de alimentar los platillos voladores.
Desde entonces el aparato basado en las ideas de Brown a menudo ha sido altamente polémico cuándo se probaba de maneras controladas, el efecto observado a menudo se atribuía al efecto de viento de ion en vez de anti-gravedad. Brown también nombró este fenómeno como el "efecto Biefeld-Brown" en honor a su aclamado mentor Paul Alfred Biefeld.

## Orígenes
La Electrogravedad tuvo sus orígenes en los experimentos comenzados en 1921 por Thomas Townsend Brown, (quien acuñó el nombre), cuando aún estaba en la escuela secundaria. Descubrió un efecto inusual mientras experimentaba con un tubo de Coolidge, un tipo de tubo de vacío de rayos X en el que, si se coloca en una balanza con el electrodo positivo del tubo hacia arriba, los tubos de masa parecían disminuir, y hacia abajo la masa del tubo parecía a aumentar. Brown mostró este efecto a sus profesores de la universidad e incluso periodistas y les dijo que estaba convencido de que había logrado influir en la gravedad electrónicamente. En 1929 Brown publicó "How I Control Gravity" en la Science and Invention en la que afirmaba que los condensadores produjeron una fuerza misteriosa que interactuó con la fuerza de la gravedad. Él imaginaba un futuro en el que, si su dispositivo podía ser ampliado, fantásticos coches espaciales a Marte, naves transatlánticas impulsada por motores antigravitatorios multi-impulso, etc. En algún lugar en el camino de Brown se le ocurrió el nombre del efecto Biefeld-Brown, en nombre de su antiguo maestro, profesor de astronomía Paul Alfred Biefeld en la Universidad Denison en Ohio. Brown nombra a Biefeld como su mentor y coinvestigador. Después de la Segunda Guerra Mundial Brown trató de desarrollar el efecto como medio de propulsión para aeronaves y naves espaciales, lo que demuestra un aparato de trabajo mostrado ante una audiencia de científicos y funcionarios militares en 1952. La investigación en el fenómeno era popular a mediados de la década de 1950, en un momento dado Glenn L. Martin Company colocaba anuncios en busca de los científicos que estaban "interesados en la gravedad", pero decayó rápidamente su popularidad a partir de entonces.
En vez de ser una fuerza de anti-gravedad, este efecto se cree que pudo haber sido causado por la ionización de partículas ejerciendo una fuerza entre dos electrodos asimétricos que produjeron un tipo de viento iónico que transfiere su momento a partículas neutras circundantes, un fenómeno electrokinético o más ampliamente conocido como electrohydrodinamia (EHD).

## Reclamaciones
La Electrogravedad se ha convertido popular entre los teóricos de la conspiración del gobierno en el que se ve como un ejemplo de algo mucho más exótico que la energía electrocinética, es decir, que la electrogravedad es una verdadera tecnología anti-gravedad que puede crear una fuerza que depende de la masa del objeto, de la misma manera que funciona la gravedad. Hay afirmaciones de que todas las grandes empresas del sector aeroespacial en la década de 1950, incluyendo Martin, Convair, Lear, Sperry, Raytheon, entre otras, estaban trabajando en ella, que la tecnología se convirtió en altamente clasificada en la década de 1960, que se utiliza para alimentar el bombardero B-2, y que se puede utilizar para generar energía libre. Charles Berlitz dedicó todo un capítulo de su libro sobre El Experimento Filadelfia para un recuento de los primeros trabajos de Brown con el efecto, lo que reiteraba el uso de la electrogravedad por medio de los ovnis. El investigador y autor Paul LaViolette ha producido muchos libros autoeditados sobre la electrogravedad.
Nikola Tesla también ha sido asociado con la electrogravedad.

### Crítica
Muchos de los reclamos en cuanto a la validez de la electrogravedad como una fuerza anti-gravitatoria giran en torno a la investigación y vídeos en Internet que pretendían mostrar los dispositivos de condensadores de tipo elevador de trabajo en el vacío, para ello no recibir la propulsión de la deriva de iones o viento iónico que se generan en el aire. Seguimientos sobre las reclamaciones (RL Talley en un estudio de 1990 de la Fuerza Aérea de los Estados Unidos, científico de la NASA Jonathan Campbell en un experimento de 2003, y Martin Tajmar en un documento de 2004) han encontrado que un "no empuje" se pudo observar en el vacío, en consonancia con el fenómeno de viento de iones. Campbell señaló a un reportero de la revista Wired que la creación de un verdadero vacío similar al espacio de la prueba requiere decenas de miles de dólares en equipos.
Byron Preiss en su libro de 1985 que trata sobre la ciencia actual y el futuro del Sistema Solar titulado Los Planetas comentó que el desarrollo de la electrogravedad parecía ser "mucho ruido y pocas nueces", y que "fue empezado por un ramo de ingenieros que no supieron bastante física".